# جامع التواريخ

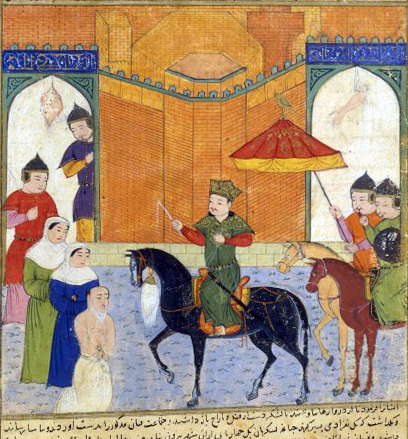
محمود غازان في نيسابور صورة في كتاب جامع التواريخ سنة 1294.

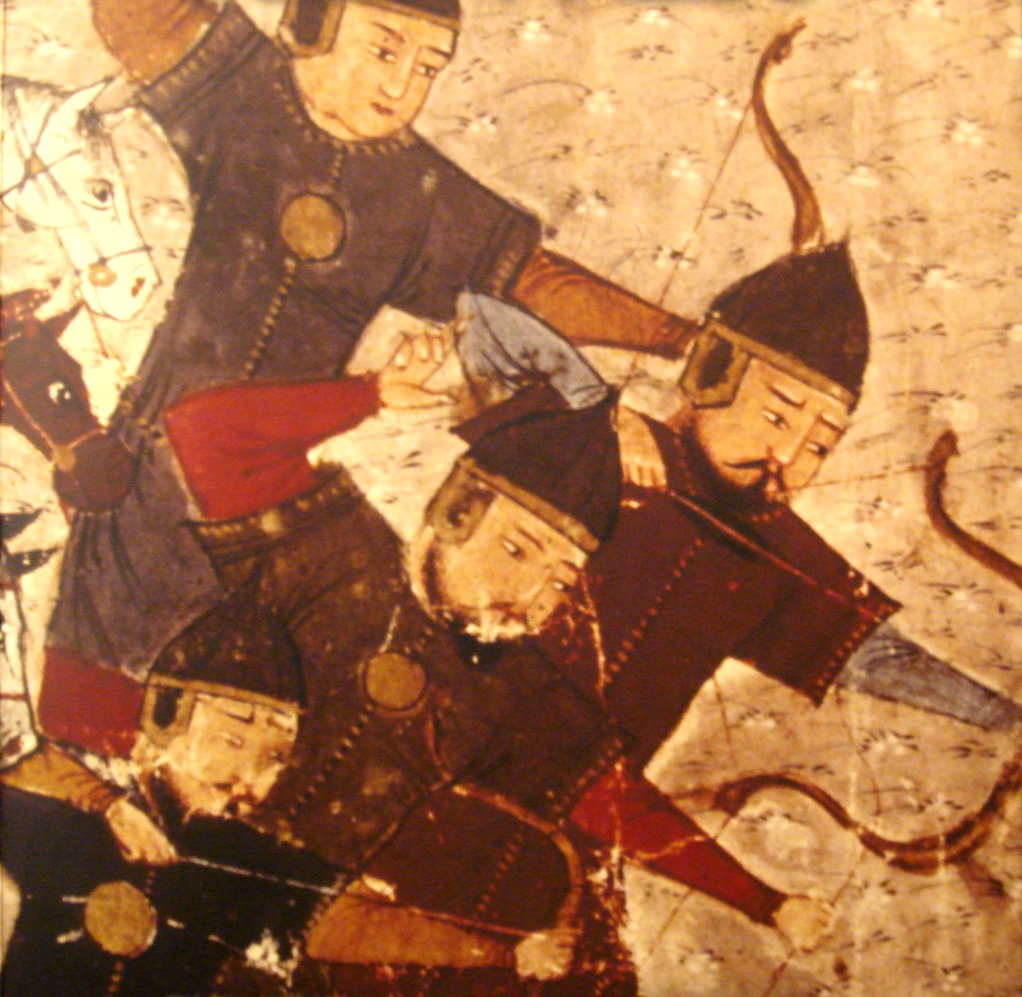
صورة لجنود مغول في كتاب جامع التواريخ

جامع التواريخ، كتاب تاريخ كتب باللغتين الفارسية والعربية كتبه المؤرخ الفارسي رشيد الدين فضل الله الهمذاني في بداية القرن الرابع عشر الميلادي. و يصف الكتاب توسع المغول في عهد جانكيز خان و يصف أحداث وقعت في عهدي هولاكو خان ومحمود غازان، وبعض حكام دولة إلخان فارس. ترجم الكتاب (الذي فقدت منه أجزاء) إلى لغات عدة، ويعتبره المؤرخون من أهم الكتب التاريخية التي تصف حكم المغول الألخانيين.

## المحتويات
يتكون جامع التواريخ من أربع مجلدات كبيرة ذات حجم مختلف:
- 1: تاريخ الغازان، هو أكبر مجلد في الكتاب، يتكون من:
  - القبائل المغولية والتركية: التاريخ، النسب والتاريخ.
  - تاريخ المغول من فترة حكم جنكيز خان حتى محمود غازان.
- 2: المجلد الثاني يتكون من:
  - تاريخ حكم محمد أولجايتو حتى سنة 1310.
  - تاريخ الشعوب غير المغولية من أوراسيا.
    - آدم والأولياء.
    - ملوك فارس قبل الإسلام.
    - الرسول محمد وخلفائه.
    - السلالات الإسلامية الفارسية (الغزنويون، خوارزم...).
    - الترك.
    - الصينيون.
    - اليهود.
    - الفرنجة.
    - الهنود.
- 3: ستواب بودجغانا (5 سلالات عربية، اليهود، المغول، الفرنجة، الصينيون)، عثر على هذا النص في مخطوطة في مكتبة توبكابي، ولكن لا تزال المخطوطة غير منشورة.
- 4: سوار الأقاليم، خلاصة جغرافية.